# Zərnə
Zərnə è un comune dell'Azerbaigian situato nel distretto di Qax. Conta una popolazione di 781 abitanti.